# Smittia reissi
Smittia reissi är en tvåvingeart som beskrevs av Rossaro och Orendt 2001. Smittia reissi ingår i släktet Smittia och familjen fjädermyggor.
Artens utbredningsområde är Tyskland. Inga underarter finns listade i Catalogue of Life.